# Michael Schuler
Michael Schuler   (8 de novembre de 1901 - gener 1974) va ser un gimnasta artístic, alemany de naixement, però posteriorment nacionalitzat estatunidenc, que va competir durant la dècada de 1930.
El 1932 va prendre part en els Jocs Olímpics de Los Angeles, on disputà cinc proves del programa de gimnàstica. Guanyà la medalla de plata en la competició del concurs complet per equips. En les altre proves destaca la sisena posició en la competició de la barra fixa i la novena en la de barres paral·leles.